# Storia geologica dell'India

Suddivisione della crosta terrestre in placche, in accordo con la teoria della Tettonica delle Placche

L'India è caratterizzata da una grande diversità geologica: regioni diverse sono caratterizzate da rocce di tutti i tipi, appartenenti a differenti periodi geologici. Alcune di queste rocce sono fortemente deformate e trasformate, mentre altre sono sedimenti deposti di recente e quindi non ancora soggetti a diagenesi. In tutto il subcontinente è stata trovata una grande varietà e quantità di depositi minerari. Anche i record fossili sono impressionanti, ed includono stromatoliti, invertebrati, vertebrati e vegetali.

## Suddivisione geografica
Da un punto di vista geografico, l'India può essere suddivisa tra Deccan Traps, Gondwana e Vindhyan.
L'area dei Trappi del Deccan ricopre gran parte del Maharashtra, parte di Gujarat, Karnataka, Madhya Pradesh e solo marginalmente l'Andhra Pradesh. Si pensa che si sia formata come risultato di una grande attività vulcanica subaerea, associata ad un movimento delle placche durante il Mesozoico. Questo è il motivo per cui in questa regione si ritrovano rocce principalmente ignee. Durante il suo spostamento verso nord dopo la separazione dal resto di Gondwana, la Placca Indiana si è trovata al di sopra di un hotspot, quello di Réunion, che ha causato nel tempo un'estesa fusione al di sotto del cratone indiano. Conseguenza di ciò è stata l'emissione di imponenti masse di lave basaltiche (flood basalts), che hanno dato origine appunto all'area dei Trappi del Deccan. Si pensa poi che lo stesso hotspot di Réunion abbia causato la separazione del Madagascar dall'India.
Gondwana e la catena del Vindhyan includono tra le loro pieghe parte di Madhya Pradesh, Chhattisgarh, Orissa, Bihar, West Bengal, Andhra Pradesh, Maharashtra, Jammu e Kashmir, Punjab, Himachal Pradesh, Rajasthan e Uttaranchal.

## Tettonica delle placche
La superficie indiana faceva un tempo parte del supercontinente Pangea. A quei tempi era unito al Madagascar ed all'Africa Meridionale lungo la costa sudoccidentale, all'Australia lungo quella orientale. Circa 160 milioni di anni fa, durante il Giurassico, a causa dell'apertura degli oceani Tetide ed Atlantico, Pangea si divise in due supercontinenti chiamati Gondwana (a sud) e Laurasia (a nord). Il cratone indiano rimase unito a Gondwana fino a che il supercontinente iniziò a dividersi agli inizi del Cretaceo, circa 125 Ma fa. In seguito, con la chiusura dell'Oceano Tetide e la subduzione della crosta oceanica, iniziò un rapido spostamento verso nord, in direzione della Placca Eurasiatica.
Generalmente si ritiene che la placca Indiana si sia separata dal Madagascar e dall'Africa circa 90 milioni di anni fa, ma alcune evidenze geologiche e biogeografiche sembrano suggerire che fossero ancora in contatto faunistico fino al momento dello scontro con la placca Eurasiatica, circa 50 milioni di anni fa.
La conseguente orogenesi (detta Alpino-Himalayana) ha dato origine, oltre che alla catena dell'Himalaya, anche alle catene montuose delle Alpi e del Caucaso. Attualmente, la spinta esercitata dalla placca indiana contro quella asiatica, crea profonde deformazioni ai margini occidentale e orientale della catena montuosa.